# Psittacanthinae
Psittacanthinae, podtribus biljaka iz porodice ljepkovki, dio tribusa Psittacantheae. Sastoji se od 13 rodova, a tipični rod je Psittacanthus iz Srednje i Južne Amerike.

## Rodovi
1. Aetanthus (Eichler) Engl.
2. Cladocolea Tiegh.
3. Dendropemon (Blume) Rchb.
4. Maracanthus Kuijt
5. Oryctanthus Eichler
6. Oryctina Tiegh.
7. Panamanthus Kuijt
8. Passovia H.Karst.
9. Peristethium Tiegh.
10. Phthirusa Mart.
11. Psittacanthus Mart.
12. Struthanthus Mart.
13. Tripodanthus Tiegh.